# The Devil Sent You to Lorado
«The Devil Sent You to Lorado» — песня испанского дуэта Baccara, написанная продюсером группы Рольфом Соей и сонграйтером Франком Досталем.
В конце 1978 года композиция вместе с «Somewhere in Paradise» на второй стороне была выпущена как сингл в ряде европейских стран. Этот сингл стал последним релизом коллектива, вошедшим в горячую пятёрку чартов (Австрия, Германия, Швейцария).
Обе стороны сингла включены на первый сборник дуэта The Hits of Baccara, причём сторона «А» открывает альбом.

## Список композиций
7" сингл (RCA PB 5611)
1. «The Devil Sent You to Lorado» — 4:00
2. «Somewhere in Paradise» — 4:09

## Позиции в чартах
| Чарт (1978—1979)       | Высшая позиция |
| ---------------------- | -------------- |
| Austrian Singles Chart | 4              |
| German Singles Chart   | 4              |
| Swedish Singles Chart  | 15             |
| Swiss Singles Chart    | 5              |